# Атанас Дуков
Атанас Илиев Дуков е български опълченец, военен и революционер, деец на Върховния македоно-одрински комитет.

## Биография
Атанас Дуков е роден на 3 март 1857 година в Неврокоп, тогава в Османската империя. Баща му Илия Дуков е участник в църковно-националните борби в Неврокопско и повече от 20 години е председател на българската община в града, а брат му Никола Дуков е капитан от армията. През 1869 – 1870 година учи в село Гайтаниново при изтъкнатия педагог Захари Бояджиев. В 1874 година Атанас Дуков се записва в Априловската гимназия в Габрово и я завършва през 1875 година. В 1876 година участва в Априлското въстание и след неговото потушаване бяга в Русия и постъпва в 59-ти пехотен люблински полк, откъдето е изпратен в Юнкерското пехотно училище в Одеса.
По време на Руско-турската война от 1877 – 1878 година, на 4 юни 1877 година постъпва като доброволец в I рота на IV дружина на Българското опълчение като юнкер. Прикомандирован е в за кавалерийска служба при щаба на Опълчението на 14 юни 1877 година. На 5 август е приведен в Конната сотня. За проявен героизъм в първите битки с турските войски генерал Николай Столетов на 28 септември 1877 година издава заповед, с която удостоява Атанас Дуков с първи офицерски чин и е приведен на отговорна длъжност в Конната сотня. Взема участие в разузнавателните разезди в зимния преход през Стара планина и участва в превзимането на турския укрепен лагер край Шейново. Поддържа връзката между генералите Скобелев и Столетов. Награден е в 1878 година със Знака за отличие на военния орден „Свети Георги“ IV степен. На 7 април 1878 година е произведен в прапорщик.
След войната Атанас Дуков участва в изграждането на модерната българска армия – служи в Източнорумелийската милиция, а от 1882 година е ротен командир в Седми пехотен преславски полк в Шумен, Княжество България. От 25 юли 1883 година се обучава във Второ константиновско военно училище в Санкт-Петербург, което завършва в 1885 година.
Участва в Съединението, след това взима участие в Сръбско-българската война като командир на Ямболската пехотна дружина, като се отличава в боевете при Сливница и Пирот. Участва и в преврата срещу княз Александър Батенберг, през 1886 година като командир на 11-и пехотен полк. Уволнен от служба и след 1887 година емигрира в Русия. Служи като капитан в Кавказката гренадирска дивизия в Тифлис. Завръща се в България в 1896 година и живее в София. Сътрудничи на ВМОК и ВМОРО, като е близък приятел с Борис Сарафов, Гоце Делчев и Пейо Яворов.
Умира на 27 декември 1919 година в София. Дарява цялото си имущество на родния си град.

## Военни звания
- Подпоручик (21 февруари 1878)
- Поручик (13 юли 1881)
- Капитан (24 март 1885)
- Майор

## Награди и признание
- Военен орден „За храброст“ IV степен;
- Орден „Св. Александър“ V степен;
- Орден „За заслуга“;
- Руски орден „Георгиевски кръст“ IV степен;
- Руски орден „Свети Станислав“ III степен;
- На Атанас Дуков е наречена улица в квартал „Хладилника“ в София (Карта).